# Ragland (Alabama)
Ragland è un comune degli Stati Uniti d'America situato nella contea di St. Clair dello Stato dell'Alabama.